# Охота на ведьм (комикс)
«Охо́та на ведьм» — ограниченная серия комиксов, кроссовер линеек «Мироходцы», «Игорь Гром», «Бесобой» и «Союзники», созданный российским издательством Bubble Comics и публиковавшийся в период с марта по апрель 2018 года. Авторами пролога и эпилога выступили Роман Котков и Евгений Еронин, а авторами тай-инов Алексей Замский, Наталия Девова и Алекс Хатчетт.
Сюжет кроссовера разворачивается вокруг оружейного барона Августа ван дер Хольта, который получает задание от «Демиургов» — тайного мирового правительства — поиск и устранение сверхлюдей, получивших сверхспособности в результате гибели бога-ворона Кутха, а противостоит Хольту чернокнижник Магистр.
Сюжет получил умеренно-положительные отзывы: с одной стороны, похвал была удостоена работа художников, а также использование элементов вселенной комиксов Bubble, с другой, сценарная работа была встречена прохладно, а также было отмечено, что без знания линеек Bubble читатель рискует ничего не понять в сюжете.

## Сюжет
- Охота на ведьм — пролог
- Союзники № 15
- Игорь Гром № 15
- Бесобой vol. 2 № 15
- Мироходцы № 15
- Охота на ведьм — эпилог

По указанию «Демиургов» — тайного мирового правительства — оружейный барон Август ван дер Хольт начинает охоту за «оперёнными» — людьми, которые получили сверхъестественные способности в результате контакта с перьями погибшего бога-ворона Кутха. В лиссабонском метро Хольт ловит Мёрдока Макалистера, ставшего оборотнем, попутно устроив бойню среди гражданских.
К Уле в кофейню врываются вооружённые люди, посланные Хольтом, в поисках «оперённого» по прозвищу Тунгус, который является старым другом Ули, и им удаётся его убить, однако их прогоняют «кадеты» во главе с Командиром. В качестве места для будущей тюрьмы для оперённых Хольт выбирает крепость «Асулбург» в Антарктиде и направляет туда своих людей. Из-за этого Нике Чайкиной и её товарищам приходится срочно сбегать из крепости, недавно ставшей им домом, чтобы не попасться «Инквизиции» Хольта. Хольт также убивает президента конкурирующей оружейной компании Wakamoto Industries, которой помогал Магистр, в отместку за фиаско с Кутхом в событиях «Времени Ворона». Магистр доставляет раненого Андрея Радова к Азазелю, чтобы тот сделал ему протез вместо отрубленной руки, а затем он заручается поддержкой Волка, чтобы дать отпор Хольту. Во время карточной игры Бесобой узнаёт от Павла, что дело о «киллере с крысой» официально закрыто стараниями МЧК. Наёмники Хольта нападают и на Бесобоя с друзьями, но тот убивает их всех, в процессе тяжело ранив и Павла.
В конце концов Магистр добирается до Хольта, но тот, воспользовавшись силой своей сестры Мико, блокирует его способности и избивает его до полусмерти. Магистра спасает его подручный Булат Гаджиев, затем убивает его по его же просьбе и берёт его чётки, провозгласив себя новым Магистром.

## История создания

### Авторский состав
Сценаристами кроссовера стали Роман Котков, главный редактор издательства Bubble Comics и сценарист «Мироходцев», а также Евгений Еронин. Сценарии для тай-инов писали авторы серий, которые входили в кроссовер: Алексей Замский («Игорь Гром»), Наталия Девова («Союзники»), Алекс Хатчетт («Бесобой»), а также Роман Котков («Мироходцы»). Пролог иллюстрировала Алина Ерофеева, работавшая над сериями «Экслибриум», «Союзники», «Инок» и «Бесобой», а эпилог Наталья Заидова, также работавшая над «Иноком», «Бесобоем», «Временем Ворона» и «Игорем Громом».

### Разработка и издание
Кроссовер является первым для Bubble после инициативы «Второе дыхание», в ходе которого основная четвёрка серий комиксов получила мягкий перезапуск, а его основой послужила история серии «Союзники», которая повествует о том, как люди, по стечению обстоятельств получившие сверхспособности, подвергаются преследованиям. Во многих отношениях «Охоту на ведьм» можно считать прямым продолжением предыдущего кроссовера комиксов издательства, «Время Ворона». Хотя кроссовер не особо сильно затрагивает события каждой из линеек, которые в нём участвуют, он подготовил почву для следующего кроссовера — «Крестового похода». Во время написания диалогов на японском Хисаикавы-сана из Wakamoto Industries было принято решение все его реплики писать на японском без перевода, превратив эти реплики в своего рода бонус для тех, кто умеет на нём читать.
Анонсировано событие во вселенной комиксов было в сентябре 2017 года на фестивале Comic-Con Russia. Пролог к «Охоте на ведьм» вышел 1 марта 2018 года, а финал — 1 апреля 2018 года. В составе тома «Охота на ведьм» в полном объёме была опубликована 4 октября 2018 года, куда также вошли дополнительные материалы.

## Отзывы и критика
Юрий Коломенский, рецензент сайта Spidermedia, отметил, что читал данное «полуглобальное событие» не без удовольствия, при этом похвалив по отдельности каждый из выпусков, входящих в сюжет, отметив интересную идею столкновения двух злодеев — Магистра и Августа ван дер Хольта, однако посетовал на реализацию. WiComix отмечал, что данный кроссовер интересен своим настроением и повышенным уровнем жестокости, происходящем на страницах, которая контрастирует с ранними, «беззаботными» комиксами издательства Bubble. Кроме того, рецензент отметил, что, если обычно кроссоверы подобного рода вполне можно читать, как отдельное произведение, не ознакамливась с предыдущими выпусками, то в случае с «Охотой на ведьм» подобное не сработает, и в этом кроется одновременно и плюс, и минус — давним читателям комиксов издательства чтение этого сюжета принесёт удовольстве, в то время как читателям-новичкам будет ничего не понятно. «Мир фантастики» отмечает, что «Охота на ведьм» логично показывает последствия событий предыдущего кроссовера, «Времени Ворона». DTF отмечает, что по факту «Охоту на ведьм» нельзя отнести к кроссоверам в традиционном понимании, поскольку герои разных серий напрямую между собой не взаимодействуют, а, скорее, затронуты одними и теми же событиями независимо друг от друга.